# NXT Championship
Đai NXT Championship là một chức vô địch thế giới đấu vật chuyên nghiệp được tạo ra và giới thiệu bởi công ty Mỹ WWE, được bảo vệ trên thương hiệu NXT của họ. Nó là một trong ba đai vô địch thế giới ở WWE, cùng với WWE Championship của Raw và WWE Universal Championship của SmackDown. Nhà vô địch hiện tại là Adam Cole, người lần đầu tiên giữ đai này.
Được giới thiệu vào ngày 1 tháng 7 năm 2012, chức vô địch được thành lập như đai vô địch top đầu của NXT, mà tại thời điểm đó được chương trình phát triển cho WWE. Nó được xem là đai vô địch đầu tiên được tạo ra dành cho thương hiệu. Nhà vô địch đầu tiên là Seth Rollins. Vào năm 2017, đai vô địch trở thành được công nhận là đai vô địch thế giới trong con mắt một số người, sau khi được một bài viết trên WWE.com đề cập đến nó như vậy. WWE tham khảo đai vô địch là "cổng vào những điều lớn hơn". Thương hiệu cuối cùng chính nó đã trở nên lớn mạnh và trở thành thương hiệu đối tác quan trọng thứ ba của WWE, mà trở thành  chính thức vào tháng 9 năm 2019 khi NXT được phát sóng trên USA Network.

## Lịch sử

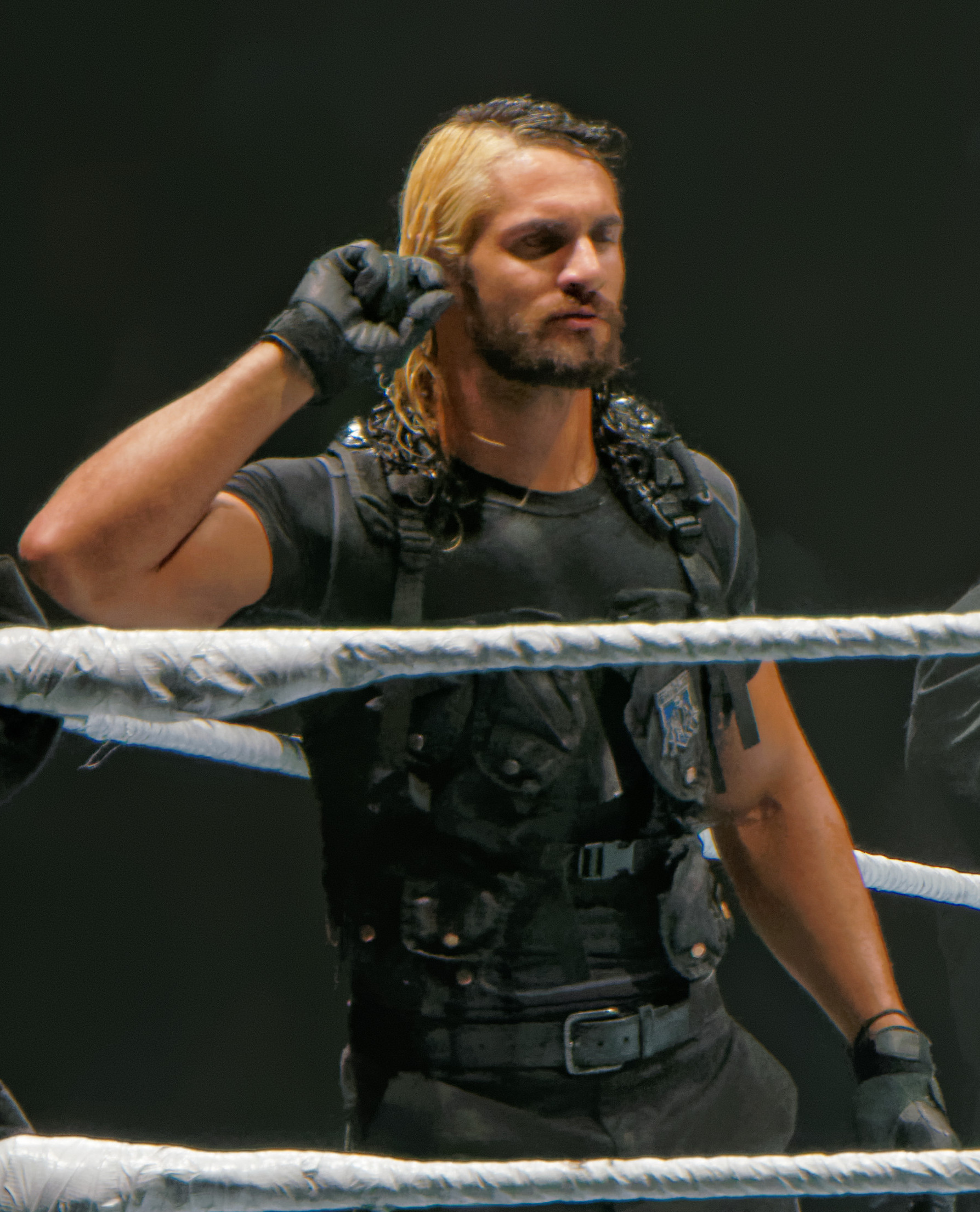
Nhà vô địch NXT đầu tiên Seth Rollins

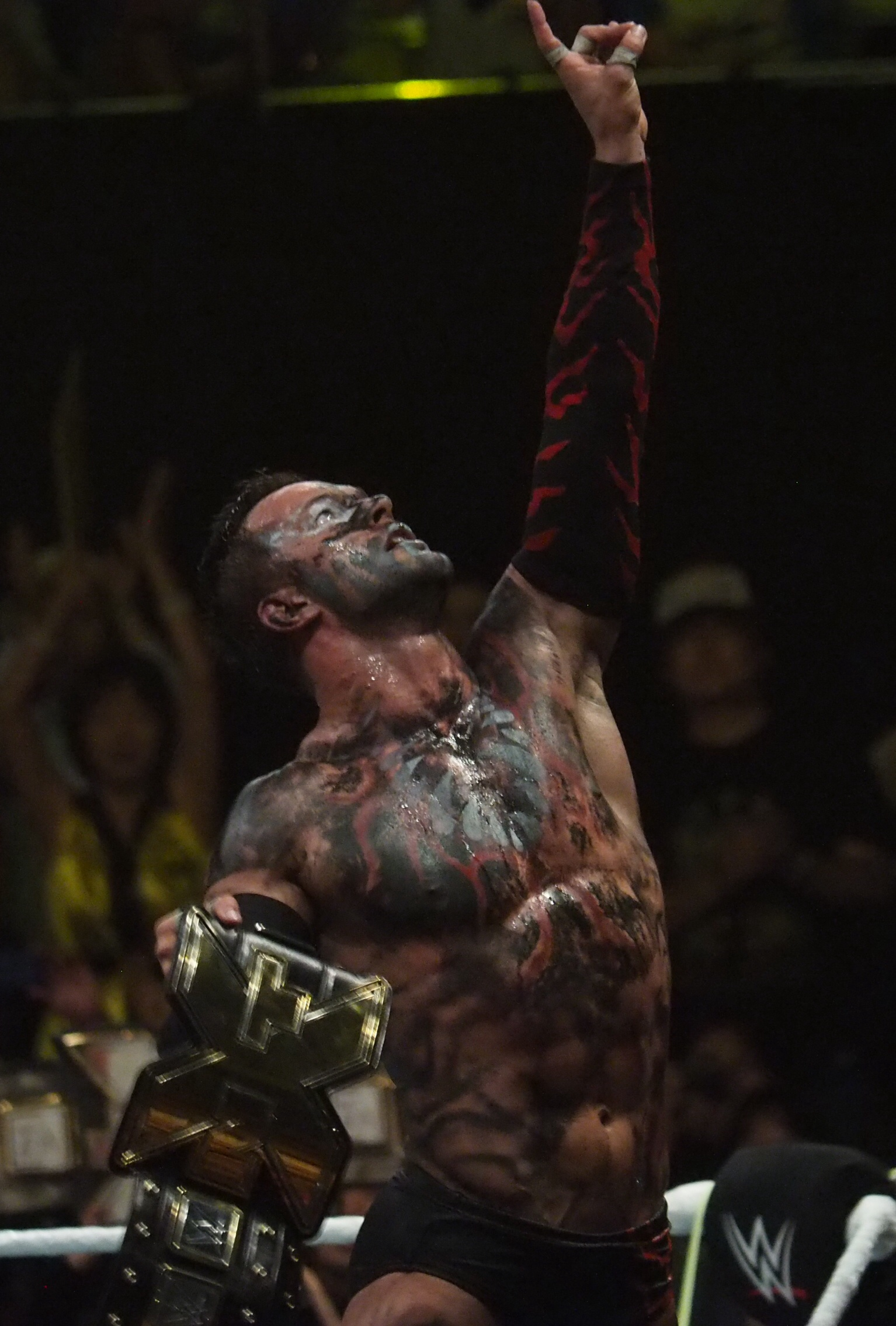
Nhà vô địch NXT lập kỉ lục giữ đai lâu nhất Finn Bálor, được nhìn thấy ở đây với phiên bản nguyên đai NXT Championship

Vào tháng 6 năm 2012, WWE giới thiệu NXT là chương trình phát triển của họ, thay thế Florida Championship Wrestling (FCW). Vào ngày 1 tháng 7, đai NXT Championship được giới thiệu như là top đai vô địch của thương hiệu, cũng như là đai đầu tiên của nó, nó thay thế FCW Florida Heavyweight Championship rằng nó đã nghỉ hưu (ngừng hoạt động) thuộc về chương trình FCW.